# تنتنولا، استرالیای جنوبی
تنتنولا (به انگلیسی: Tantanoola) یک شهرک در استرالیا است که در استرالیای جنوبی واقع شده‌است.